# Д-436
Д-436 — український турбореактивний двигун, розроблений Запорізьким машинобудівним конструкторським бюро «Прогрес» в 1985 році. Серійне виробництво налагоджене на ВАТ Мотор Січ. Є основою сімейства двигунів Д-436, що встановлюються на пасажирські літаки Ан-148, Ту-334 та Бе-200.
Двигун відповідає як чинним, так і перспективних вимогам норм ІКАО до авіаційних двигунів щодо шумів і викидів шкідливих речовин.

## Основні переваги двигуна
- низька питома витрата палива і мала питома маса;
- висока надійність, обумовлена багаторічним досвідом експлуатації двигуна Д-36 аналогічного класу;
- низькі рівні шуму і емісій;
- простота обслуговування та висока ефективність системи контролю та діагностики;
- наявність універсальної підвіски, що дозволяє без змін конструкції двигуна застосовувати його на різних літаках, розміщуючи двигун під або над крилом, у фюзеляжі літака або по обом його сторонам;
- низькі експлуатаційні витрати при тривалому терміні служби.

## Історія сімейства двигунів
1985
- Д-436К — родоначальник сімейства — трьохвальний турбореактивний двоконтурний двигун з стендовою тягою 7500 кгс; — для літака Ан-71

1990
- Д-436Т — модифікація Д-436 з реверсивним пристроєм;

1993
- Д-436Т1 — двигун з покращеною економічністю і підтримкою злітної тяги до tμ=30 °C доля пасажирського літака Ту-334
- Д-436ТП — модифікація Д-436Т1 без реверсивного пристрою і з заходами по забезпеченню роботи в морських умовах — для літака амфібії Бе-200

2003
- Д-436-148 — модифікація Д-436Т1, що відрізняється коробкою приводів і САУ типу FADEC — для літаків Ан-148, Ан-158 та Ан-168;

2012
- Д-436-148ФМ — подальший розвиток двигуна Д-436-148 з збільшеною тягою на основних режимах для транспортних літаків Ан-178;
- Д-436ТП-М — модифікація Д-436ТП з реверсом-нейтралізатором тяги для літака-амфібії Бе-200;

2014
- Д-436ТП-ФМ — модифікація Д-436ТП з збільшеною тягою на основних режимах для літака-амфібії Бе-200.

## Особливості
Універсальна підвіска двигуна дозволяє встановлювати його з боку фюзеляжу (на літаку Ту-334), над крилом (на літаку Бе-200), в середині фюзеляжу (на літаку Як-42Д- 100), а також під крилом (на літаку Ан-148). Модульна конструкція двигуна і високорозвинена система контролю та діагностики забезпечує експлуатацію за технічним станом.

### Використання
Двигун відповідає як чинним, так і перспективним вимогам норм ІСАО до авіаційних двигунів щодо шумів і викидів шкідливих речовин.
- Д-436Т1 встановлюється на близькомагістральних літаку Ту-334. Має Сертифікат типу. Відповідає чинним нормам Стандарту ІКАО з екології.
- Д-436Т2 призначений для установки на літак Ту-334-200.
- Д-436Т3 призначений для установки на літак Ту-230.
- Д-436ТП призначений для установки на літак Бе-200.
- Д-436-148 встановлюється на літаки Ан-148, Ан-158.
- Д-436-148ФМ встановлюється на літак Ан-178

## Характеристики
| Параметр                                                  | Д-436T1        | Д-436T2        | Д-436T3        | Д-436ТП        | Д-436ТП-ФМ     | Д-436-ФМ           |
| --------------------------------------------------------- | -------------- | -------------- | -------------- | -------------- | -------------- | ------------------ |
| Габаритні розміри                                         | 3829x1802x1949 | 3829x1802x1949 | 3829x1802x1949 | 4170x1640x1915 | 4170x1640x1915 | 3694 x 1784 x 1930 |
| Суха маса кг.                                             | 1 450          | 1 520          | 1 600          | 1 450          | 1 450          | 1450               |
| Ресурс двигуна годин                                      | 40 000         | 40 000         | 40 000         | 40 000         | 40 000         |                    |
| Злітний режим (Н=0, Мп=0, MCA)                            |                |                |                |                |                |                    |
| Тяга, кгс                                                 | 7 500          | 8 400          | 9 400          | 7 500          | 8200           | ≤7880              |
| Питома витрата пального кг/кгс∙ч                          | 0.37           | 0.371          | 0.396          | 0.37           | 0.37           |                    |
| Максимальний крейсерський режим (Н=11000 м, Мп=0,75, MCA) |                |                |                |                |                |                    |
| Тяга, кгс                                                 | 1 600          | 1 700          | 1 790          | 1 500          | 1 500          | 1700               |
| Питома витрата пального кг/кгс∙ч                          | 0.64           | 0.638          | 0.631          | 0.61           | 0.61           |                    |
| Максимальний надзвичайний режим (Н=11000 м, Мп=0,75, MCA) |                |                |                |                |                |                    |
| Тяга, кгс                                                 |                |                |                |                |                | 8580               |
| Режим реверсування тяги (Н=0, Мп=0, MCA)                  |                |                |                |                |                |                    |
| Тяга, кгс                                                 |                |                |                |                |                | 1300               |

## Модифікації
З моменту створення двигуна Д-436 велася робота з його адаптації до різних типів суден, повітряних суден різного призначення. Оскільки окремі види літаків мають специфічні вимоги до двигунного устаткування, то логічно, що ЗМКБ «Прогрес» створило й продовжує створювати нові модифікації даного двигуна, чим розширює потенційний ринок застосування, а також покращує їх експлуатаційні та економічні характеристики, в цілому розвиває вітчизняне двигунобудування.

### Базовий двигун
Базовий двигун з тягою на злітному режимі 7 500 кгс. 03.09.1993 року — початок стендових випробувань. 08.02.1999 року — перший політ Ту-334. У 2000 році пройшов сертифікаційні випробування і отримав Сертифікат типу АР МАК. В експлуатації 4 двигуни. Сумарне напрацювання більше 2500 годин.

### Д-436ТП
Морська модифікація двигуна Д-436Т1 з тягою на злітному режимі 7 500 кгс. Проведено відподні конструктивні й технологічні заходи щодо захисту від корозії для експлуатації в морському кліматі. 27.06.1995 року — початок стендових випробувань. 24.09.1998 року — перший політ літака-амфібії Бе-200. У 2000 році пройшов сертифікаційні випробування і отримав сертифікат типу АР МАК. У 2006 році Європейським агентством з авіаційної безпеки розпочато процес сертифікації двигуна Д-436ТП за нормами JAR-E. У експлуатації 10 двигунів. Сумарне напрацювання більше 2500 годин.
Важливою відмінністю від базової моделі є відсутність реверсивного пристрою з обтікачем.

### Д-436Т2
Модифікація двигуна Д-436Т1 з тягою на злітному режимі 8200 кгс. За конструктивним профілем — повна уніфікація з двигуном Д-436Т1. Збільшення тяги двигуна досягається за рахунок збільшення температури газу перед турбіною високого тиску. Двигун призначений для установки на літак Ту-334-200.

### Д-436Т3
Модифікація двигуна Д-436Т1 з тягою на злітному режимі 9400 кгс. Підвищення тяги двигуна забезпечується за рахунок підвищення температури газу перед турбіною (як в модифікації Д-436Т2), застосування широкохордного безполочного малошумного вентилятора (з відмовою від підпірної ступені) і установки нульової ступені компресора низького тиску. Двигун призначений для установки на літак Ту-230.

### Д-436-148
Детальніші відомості про цю модифікацію ви можете знайти в статті Д-436-148.
Модифікація двигуна Д-436Т1 з тягою на злітному режимі від 6400 до 6830 кгс (залежно від настройки системи керування відповідно до варіанта застосування). В порівнянні з базовим двигуном Д-436Т1 модифіковані коробка приводів і реверсивний пристрій, капоти газогенератора і сопло зовнішнього контуру виконані з композиційних матеріалів зі звуковбирними покриттями і укорочені. Нова система автоматичного керування — електронно-цифрова з повною відповідальністю типу FADEC. 30.03.2004 року — початок стендових випробувань. 17.12.2004 року перший політ Ан-148.

### АІ-436Т12
Глибока модифікація двигуна Д-436Т1 з тягою на злітному режимі 12000 кгс. АІ-436Т12 (раніше був відомий під назвою Д-436ТХ) є логічним розвитком сімейства, об'єднуючим найбільш консервативну і складну у реалізації частина двигуна — газогенератор попередніх модифікацій, освоєний у виробництві на вітчизняних заводах, з розробкою каскаду вентилятора нового покоління і перспективною схемою ТРДД з надвисоким ступенем двоконтурності. Нова система автоматичного керування — електронно-цифрова з повною відповідальністю типу FADEC. Передбачається питома тяга на рівні 12 тс й витрати пального на рівні 0,55-0,56, що на 7-8% краще сучасного рівня, що задається CFM-56-7.
В перспективі можуть встановлюватися на Індійсько-Російський Транспортний Літак (ІРТС), також відомий під іменами Multirole Transport Aircraft (MTA) та Іл-214, пасажирський лайнер МС-21 ДКБ ім. А. С. Яковлєва та АК «Ільюшин», а також на вдосконалені варіанти Ан-74.

### Д-436-148ФМ
Детальніші відомості про цю модифікацію ви можете знайти в статті Д-436-148.
Турбореактивний двоконтурний двигун Д-436-148ФМ призначений для встановлення на вантажний літак Ан-178, Ан-188.